# Iarbonel
Iarbonel, auch  Iardanel, mit dem Beinamen „der Wahrsager“, „der Prophet“, ist nach dem Lebor Gabála Érenn („Das Buch der Landnahmen Irlands“) eine Sagenfigur der keltischen Mythologie Irlands. Er ist einer der Unteranführer Nemeds bei der Eroberung Irlands.
In verschiedenen Versionen des Lebor Gabála Érenn wird Iarbonel als Urahne der Tuatha Dé Danann genannt. Er soll ein Vater oder Großvater von Allaoi und Fuamnach gewesen sein. In seinem Stammbaum werden Agnomain aus  Skythien, Nemed und Béothach als seine Vorfahren angegeben. Aus dieser Linie stammt auch der Dagda. Mit Ériu, ebenfalls einer Nachfahrin Iarbonels, zeugt der Fomoir Elatha den Bress, der König der Tuatha Dé Danann wird.